# Narapark

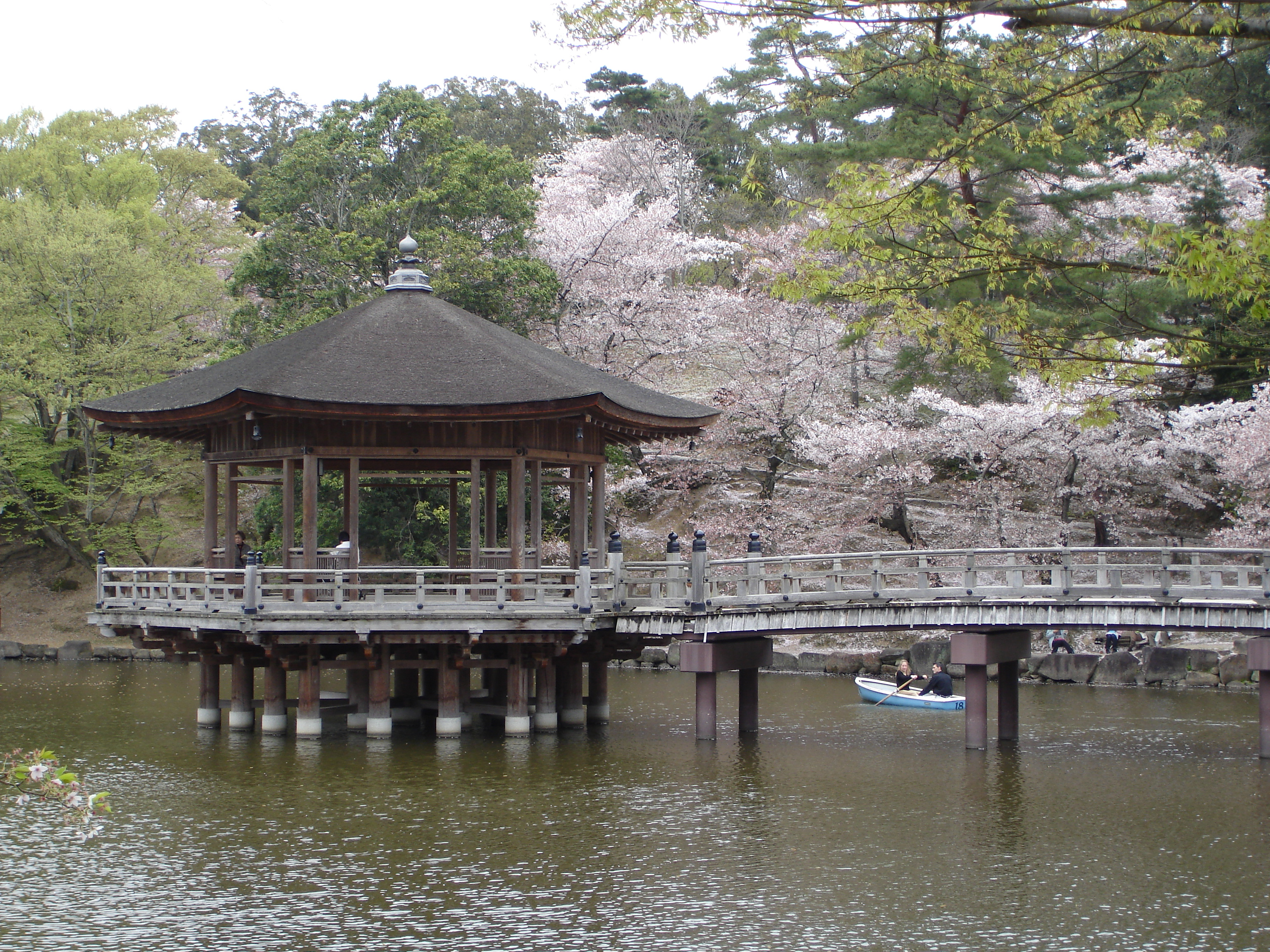
Narapark

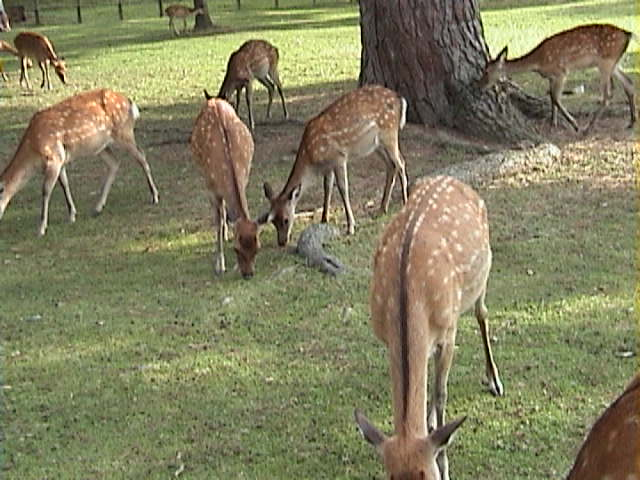
Sikaherten in het park

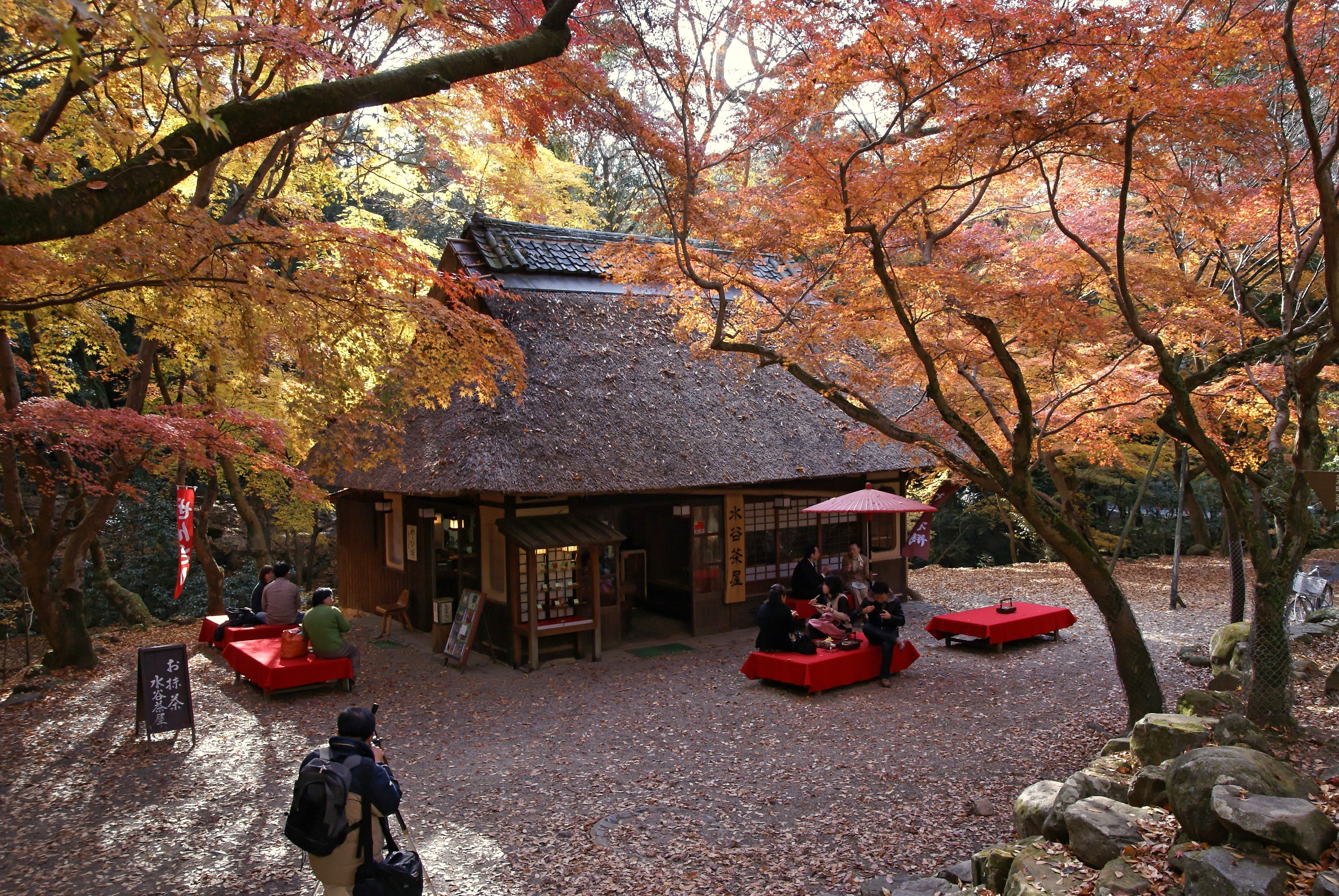
Chaya in het park, met thee en Japanse snoepjes

Het Narapark (Japans: 奈良公園|Nara Koen) is een park in de Japanse stad Nara. Het ligt aan de voet van de berg Wakakusa. Het park werd in 1880 voor het publiek geopend en er leven meer dan 1000 sikaherten. Het heeft een oppervlakte van 500 hectare, maar inclusief de dichtbijgelegen terreinen en gebouwen als de Todai-ji, Kōfuku-ji, en de Kasuga-schrijn is het zo’n 600 hectare groot.